# Зелёный Бор (Туринский муниципальный округ)
Зелёный Бор — село в Туринском городском округе Свердловской области, России.

## Географическое положение
Село Зелёный Бор муниципального образования «Туринского городского округа» расположена в 43 километрах к западу от города Туринска (по автотрассе — 49 километров), на водоразделе рек Тура и Ница.

## История
В 1962 году указом Президиума Верховного Совета РСФСР село Бесихинское переименовано в Зелёный Бор.

## Население
| 2002 | 2010 | 2021 |
| ---- | ---- | ---- |
| 101  | ↘31  | ↘16  |